# Lucian Buzan
Lucian Buzan (sinh ngày 9 tháng 3 năm 1999) là một cầu thủ bóng đá người România thi đấu cho Universitatea Craiova ở vị trí tiền vệ.